# Ina Seidel
Johanna Mathilde Seidel, detta Ina (Halle, 15 settembre 1885 – Schäftlarn, 3 ottobre 1974), è stata una poetessa e scrittrice tedesca.

## Biografia
Primogenita del chirurgo Hermann Seidel e della moglie Emmy Loesevitz, nacque a Halle nel 1885 e crebbe a Braunschweig. Dopo il suicidio del padre nel 1895, si trasferì con la madre e i fratelli minori (Willy e Annemarie, anche loro futuri scrittori) a Marburgo e poi Monaco, dove vissero in ristrettezze economiche. Nel 1907 sposò il cugino, Heinrich Wolfgang Seidel, scrittore e pastore protestante; la coppia di trasferì a Berlino, dove ebbe il primo figlio Heilwig. Dopo la nascita nel bambino, Ina Seidel contrasse la febbre puerperale e cominciò a scrivere durante la lunga convalescenza.
Tra il 1914 e il 1933 avrebbe pubblicato cinque volumi di poesia lirica, una raccolta di poesie di guerra ispirate al primo conflitto mondiale (Neben der trommel, 1915) e il romanzo Das Haus zum Monde (1916). Nel dopoguerra si interessò all'emancipazione femminile e ai diritti delle donne e cominciò a scrivere romanzi storici (Das Labyrinth, nel 1922, su Georg Forster; Die Fürstin reitet, 1926, su Caterina la Grande). Fu proprio questo genere a regalarle uno dei suoi maggiori successi con Das Wunschkind, a cui lavorava dal 1914 e che fu pubblicato nel 1930; il romanzo, ambientato sullo sfondo delle guerre napoleoniche, racconta i vani sforzi di una madre di risparmiare al figlio la morte in battaglia già toccata al padre. Il romanzo ottenne un modesto successo negli ultimi anni della Repubblica di Weimar, ma divenne un best seller dopo la presa al potere di Hitler, dato che l'opera rispecchiava gli ideali nazisti sulla maternità.
Nel 1932 divenne la seconda donna ammessa all'Accademia delle arti di Prussia e dal 1933 espresse un supporto incondizionato al partito nazionalsocialista, diventando una degli ottantotto firmatari del Gelöbnis treuester Gefolgschaft. Il suo amore per il nazismo era contraccambiato dal regime: nel 1944 il suo nome fu inserito nella Gottbegnadeten-Liste, anche grazie al suo supporto intellettuale allo sforzo bellico nella seconda guerra mondiale, durante la quale scrisse Dienende Herzen, Kriegsbriefe von Nachrichtenhelferinnen des Heeres, una raccolta di saggi biografici con fini patriottici. Il suo supporto a Hitler le avrebbe causato una crisi di popolarità nell'immediato dopoguerra, ma le vendite dei suoi libri rimasero buone nelle zone di occupazione della Germania fino agli anni 1960. Nel 1954 fu eletta membro dell'Akademie der Künste e nel 1964 fu candidata al Premio Nobel per la letteratura.